# Fritz Schaumburg
Friedrich „Fritz“ Ernst Johann Schaumburg (* 30. Dezember 1905 in Hagen; † 18. Dezember 1988 in Duisburg) war ein deutscher Leichtathlet und mehrfacher Deutscher Meister im 1500-Meter-Lauf.

## Sportliche Karriere
Fritz Schaumburg wuchs bei Verwandten in Hünxe auf, wo seine sportliche Karriere ihren Anfang nahm – nicht als Leichtathlet, sondern zunächst als Fußballspieler. Nach Kontakten zu Langstreckenläufern aus seinem Verein entschied er sich mit 19 Jahren für einen Wechsel zur Leichtathletik. Von Hünxe führte ihn seine sportliche Karriere dann über Münster nach Oberhausen.
Für seinen neuen Verein, den Polizei SV Oberhausen, holte er bei den Deutschen Leichtathletik-Meisterschaften 1931 den Titel im 5000-Meter-Lauf. Schaumburg spezialisierte sich jedoch nicht auf die 5000 Meter, sondern lief alle Strecken von 800 bis 10.000 Meter. Seine erfolgreichste Disziplin wurde in den nächsten Jahren der 1500-Meter-Lauf. Bei den Deutschen Meisterschaften 1934 siegte er erstmals über diese Distanz und verteidigte den  Titel von 1935 bis 1937 dreimal erfolgreich (zuletzt in den Diensten des Polizei SV Berlin). In seiner Oberhausener Zeit startete er gleichzeitig für den Polizeisportverein im benachbarten Mülheim an der Ruhr, wo er als Polizist seinen Dienst versah.
Bei internationalen Wettkämpfen trat er mehrfach gegen den finnischen Weltklasseläufer Paavo Nurmi an und belegte dabei einmal den zweiten und einmal den dritten Platz. 1935 schlug Schaumburg als erster Deutscher sämtliche englischen Läufer, die damals die 1500 Meter dominierten. 1936 stellte er in Stockholm einen neuen deutschen Rekord über 3000 Meter auf, nachdem er ein Jahr zuvor bereits die 2000 Meter in deutscher Bestzeit gelaufen war. Angesichts der starken europäischen Konkurrenz reichte es in Schweden jedoch nur für einen vierten Platz. Bei den Olympischen Spielen 1936 in Berlin trat er für Deutschland an und schaffte es in den Endlauf über die 1500 Meter. Hier erwies sich die Weltelite jedoch als überlegen und verwies ihn auf den zehnten Platz.
1942 wurde Schaumburg zur Wehrmacht eingezogen und an die Ostfront nach Russland verlegt. Bei Kämpfen verlor er seinen rechten Fuß, was seiner Karriere als Läufer für alle Zeit ein Ende setzte. Nach Kriegsende kehrte er zurück nach Oberhausen, wo er fortan als Trainer die Mittelstreckenläufer des Oberhausener Turnvereins 1973 betreute.

## Anmerkung
Einige historische Quellen sprechen fälschlicherweise von „Fritz Schauenburg“ statt „Fritz Schaumburg“. Dies wird durch im Mülheimer Stadtarchiv überlieferte Unterlagen (u. a. die Heiratsurkunde des Genannten) eindeutig widerlegt.